# Air-France-Flug 703
Koordinaten: 48° 6′ 25,9″ N, 16° 36′ 11,1″ O
Der Air-France-Flug 703 war ein Linienflug der französischen Fluggesellschaft Air France, der am 24. Dezember 1958 in der Nähe des Flughafens Wien-Schwechat verunglückte. Bekanntheit erlangte der Unfall als Das Weihnachtswunder von Schwechat.

## Unfallhergang
Air France Flug 703 befand sich gegen 23 Uhr, aus Paris-Orly über Stuttgart und München kommend, im Landeanflug auf Wien. Die Maschine vom Typ Lockheed Constellation L-749A näherte sich von Westen, wurde jedoch wegen zu hoher Geschwindigkeit vom Tower aufgefordert den Flughafen zu passieren, noch eine Schleife zu drehen und von Osten her gegen den Wind zu landen. Während dieser Schleife dürfte die Maschine zu tief und zu langsam geflogen sein, sie streifte den Mast einer Überlandleitung, stürzte in einen Acker in der Nähe von Klein-Neusiedl und geriet in Brand.
Obwohl das Flugzeug wenig später explodierte, konnten sich alle 28 Passagiere und sechs Besatzungsmitglieder rechtzeitig ins Freie retten. Abgesehen von Kapitän Pierre Candau und Bordingenieur George Chasseigne, die noch etwa zwei Wochen im Krankenhaus behandelt werden mussten, konnten bereits am nächsten Tag alle Verletzten in häusliche Pflege entlassen werden.

### Prominente Passagiere
An Bord der Maschine befanden sich auch die österreichische Sängerin und Schauspielerin Liane Augustin sowie Burgschauspieler Walther Reyer.

## Fluggerät
Die Lockheed Constellation (Seriennummer: 2527, Luftfahrzeugkennzeichen: N86529) wurde 1947 als Modell L-749 an die Pan American World Airways ausgeliefert, 1950 an die Air France verkauft und zur L-749A modifiziert. Als Antrieb dienten vier Wright R-3350 Motoren.  Bis zum Unfallzeitpunkt war die Maschine knapp 30.000 Stunden geflogen.